# Rdečkasta mušnica
Rdečkasta mušnica ali bisernica (znanstveno ime Amanita rubescens) je gliva iz rodu mušnic (Amanita).

## Opis
Klobuk te gobe je rjave, sive ali rdečkaste barve s svetlimi pikami, ki so ostanki ovojnice, v katero so ovite mlade gobe. Ti kosmiči so le rahlo pritrjeni in se zlahka sperejo ob obilnejšem deževju. Pri mladih gobah je klobuk polkrožen, pri starejših pa raven z ravnim robom in pogosto nepravilnih oblik, v premeru pa doseže do 15 cm. Na spodnji strani je bela trosovnica z gostimi, belimi trosnimi lističi, ki niso zraščeni z betom. Trosni prah je bel.
Bet je pri mladih gobah poln, pri starejših pa olesenel in votel. Na spodnjem delu je rdeč in pogosto črviv. V višino doseže do 15 cm, v premeru pa med 1 in 2 cm. Barva beta variira od bele preko rdečkaste do rjave. Na drugi tretjini beta se nahaja zastiralce, ki je bele ali rdečkaste barve.
Meso je belo, kjer pa je poškodovano in izpostavljeno zraku, postane rožnato. To je ključna značilnost, po kateri lahko rdečkasto mušnico ločimo od strupene pegaste ali panterjeve mušnice (Amanita pantherina). Rdeča barva je dobro vidna tudi na gomoljasto oblikovanem spodnjem delu beta, na katerem ni nikdar sledi ovojnice. Aroma nekuhanega mesa je blaga, vendar pa pusti nekoliko trpek okus. Tudi vonj je blag.

## Razširjenost
To gobjo vrsto najdemo po celotni Evropi, raste pa v mešanih gozdovih od začetka junija do konca oktobra. V Sloveniji je pogosta gobja vrsta. V delih Severne Amerike raste njej sorodna Amanita novinupta. 
Zaradi značilne rdečkaste obarvanosti je možnost zamenjave z izredno strupeno panterjevo mušnico sicer majhna, vendar je pri nabiranju vseeno potrebna določena mera previdnosti. Pred uživanjem je potrebno s klobuka odstraniti kožico in jo dobro termično obdelati, saj uživanje surovih ali slabo prekuhanih gob povzroča prebavne motnje in lažje zastrupitve (hemolitični strup).